# Москаленко, Виталий Анатольевич
Виталий Анатольевич Москаленко (укр. Віталій Анатолійович Москаленко; род. 31 октября 1955, Киев) — украинский дипломат. Чрезвычайный и Полномочный Посол Украины. Посол Украины в Болгарии (с 2018 по 2022 год).

## Биография
В 1978 году окончил факультет журналистики Киевского университета. Кандидат филологических наук. Владеет английским, сербским, словацким, болгарским и македонским языками.
В 1978—1980 гг. — корреспондент «Последних известий» украинского радио, иновещания «Радио-Киев».
В 1980—1983 гг. — аспирант Института литературы им. Т. Г. Шевченко НАН Украины.
В 1983—1993 гг. — научный сотрудник Института литературы им. Т. Г. Шевченко НАН Украины, заместитель главного редактора журнала «Слово и время».
В 1993 году — исполняющий обязанности начальника отдела Управления кадров Министерства иностранных дел Украины.
В 1994—1998 гг. — первый секретарь Посольства Украины в Болгарии.
В 1998—2000 гг. — заведующий отделом балканских стран Третьего территориального управления МИД Украины.
В 2000—2001 гг. — руководитель Дипломатической Миссии Украины в Республике Македония.
В 2001—2003 гг. — советник Посольства Украины в Словацкой Республике.
В 2003—2004 гг. — начальник Третьего территориального управления МИД Украины.
В 2004—2005 гг. — руководитель Дипломатической Миссии Украины в Боснии и Герцеговине.
С 3 ноября 2005 по 3 июня 2009 года — Чрезвычайный и Полномочный Посол Украины в Македонии.
В 2009—2011 гг. — заместитель директора Департамента информационной политики, Посол по особым поручениям — начальник Управления технического обеспечения МИД Украины.
С 2011 года — Генеральный консул Генерального консульства Украины в городе Ростов-на-Дону.
23 июля 2014 года способствовал процессу выписки и отправки раненых пограничников в Украину из Ростова-на-Дону. При этом отметил российским СМИ о ситуации на востоке Украины:
У меня нет слов, чтобы описать то, что происходит, — идёт война между Россией и Украиной.
13 июля 2018 года назначен Чрезвычайным и Полномочным Послом Украины в Республике Болгария. 23 декабря 2022 года освобождён от должности.
Темой диссертационного исследования было изучение влияния Михаила Драгоманова на украинско-болгарские культурные связи во второй половине XIX века. В научной работе В. А. Москаленко доказал, что идеи Драгоманова способствовали сближению культур украинского и болгарского народов. Посольство Украины в Болгарии при поддержке МИД Болгарии регулярно проводит в Софии «Драгомановские чтения».
Был среди украинских дипломатов, работавших в первом составе украинской миссии в Софии после провозглашения Независимости Украины и восстановления дипломатических отношений с этой братской страной. Болгария одной из первых признала Независимость Украины.
Виталий Москаленко наладил выпуск печатного издания, знакомившего болгар и украинцев с новой Украиной, инициировал издание в Болгарии «Истории Украины» Ореста Субтельного.

## Семья
- Отец — Анатолий Захарович Москаленко
- Мать — Анастасия Макаровна Москаленко
- Сын — Тарас Витальевич Москаленко — Первый секретарь Посольства Украины в США[7]
- Дочь — Наси Иванова

## Дипломатический ранг
- Чрезвычайный и Полномочный Посол (2019)[8].

## Награды
- Орден «За заслуги» III степени (1999)[9]
- Орден «За заслуги» II степени (2016)
- Орден «Мадарский всадник» I степени (2023, Болгария)[10]